# Iglesia de San Esteban (Sandianes)
La iglesia de San Esteban es un templo católico parroquial situado en el lugar de Sandianes, en la parroquia y el municipio gallego homónimos, en la provincia de Orense, España.

## Descripción

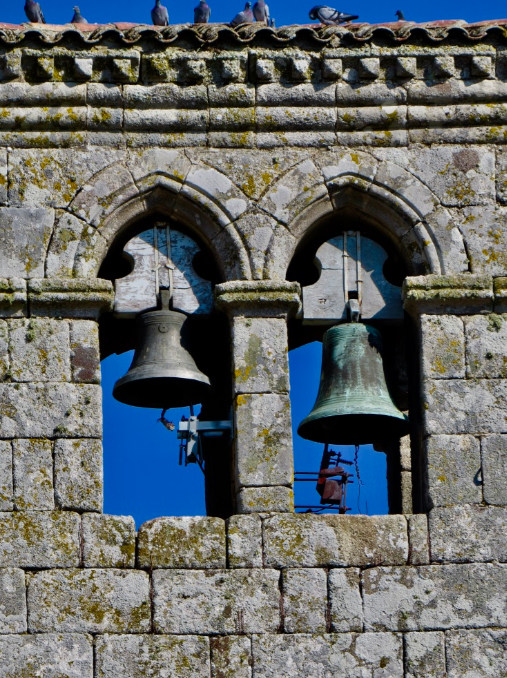
Detalle del campanario

El edificio es de estilo gótico tardío, poco frecuente en Galicia.   
Su construcción finalizó en el año 1520 y su autoría es atribuida a Bartolomeu de Nosendo. Está formado por una sola nave con presbiterio cuadrangular.  
En su interior unos arcos torales descansan sobre altas columnas adosadas a los muros y sus capiteles presentan motivos renacentistas. En el ábside se encuentra una cornisa rematada por un estrecho antepecho con hojas trilobuladas descansando en canecillos.  

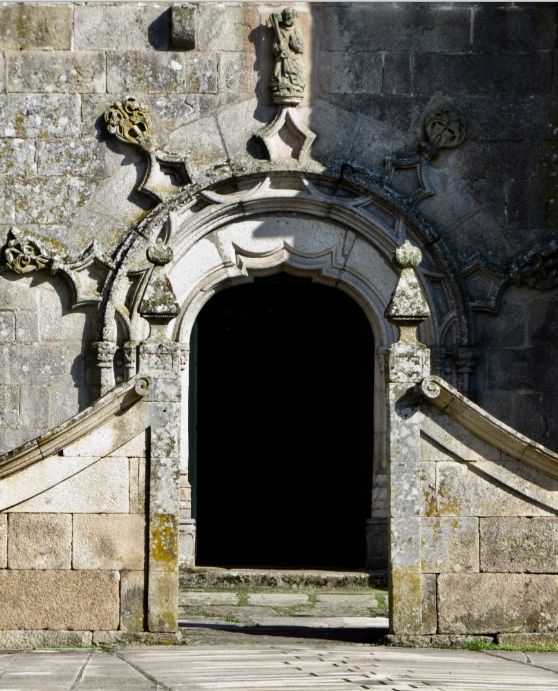
Portada, de estilo manuelino

El retablo es del siglo XVII y goza de gran importancia por su significación en el arte de la provincia. Fue realizado por el escultor manierista Francisco de Moure. La traza del retablo es de Aymon de Pourchelet, de 1603, y fue posteriormente encargada su construcción con madera de nogal a Juan Fernández el Mozo, acusado y condenado por su incumplimiento. Finalmente, Moure inició en 1603 la obra.
En la base del retablo existen paneles pintados a pincel a ambos lados del sagrario. Las pinturas representan a la Anunciación y la Visitación, en los paneles centrales, cuatro santas mártires y cuatro doctores de la Iglesia.
La portada destaca por ser de estilo manuelino (portugués), muy poco frecuente en tierras gallegas, con un complejo juego de arquivoltas y arquillos. Trae a la memoria la de la iglesia de Maravilha en Santarém y la del templo parroquial de Batalha (Portugal), ambos en Portugal.
Tiene dos arcadas: la interior de arco rebajada y quebrada en el medio formada por un estrecho baquetón sobre columnillas del mismo diámetro, con pequeños capiteles de hojas serpenteantes delicadamente esculpidas; la exterior es de arco rebajado liso. Fuera del arco, los baquetones salen y se quiebran formando cinco puntas, cuatro de ellas rematadas con motivos florales ojivales (en la de la derecha se aprecia una flor de lis) y la central con la imagen escultórica de San Pedro.
Esta iglesia está situada muy cerca de otro edificio singular muy antiguo en la Comarca de La Limia: la Torre do Castro.

## Parroquia
El templo es sede parroquial, que está incluida en el arciprestazgo de La Limia de la diócesis de Orense.